# Église du Saint-Prince-Lazare de Krmine
Pour les articles homonymes, voir Église Saint-Lazare.
L'église du Saint-Prince-Lazare (en serbe cyrillique : Храм Светог кнеза Лазара ; en serbe latin : Hram Svetog kneza Lazara) est située en Bosnie-Herzégovine, sur le territoire du village de Krmine et sur celui de la Ville de Banja Luka.